# STRN4
STRN4‏ (Striatin 4) هوَ بروتين يُشَفر بواسطة جين STRN4 في الإنسان.